# 제73회 베를린 국제 영화제
제73회 베를린 국제 영화제는 독일 베를린에서 2023년 2월 16일부터 2월 26일까지 열린 국제 영화제이다. 2020년 제70회 이후 처음으로 완전 대면 행사였다. 이 영화제는 올해 최고의 TV 시리즈에 대한 새로운 상을 추가했다. 2022년 12월 15일, 영화제의 첫 번째 파노라마 및 세대 타이틀이 발표되었고, 2023년 1월 13일에는 이스라엘 영화 제작자 가이 나티브(Guy Nattiv)의 골다(Golda: 이스라엘 최초의 여성 총리 골다 메이어에 대한 전기 영화)를 포함하여 경쟁 외 라인업에 많은 세계 초연이 추가되었다.
이번 영화제는 미국의 영화감독이자 소설가인 리베카 밀러의 드라마 영화 <쉬 케임 투 미(She Came to Me)>로 개막했다. 개막식에는 볼로디미르 젤렌스키 우크라이나 대통령이 출연하는 라이브 비디오 스트리밍이 진행됐다. 2023년 2월 21일, 미국 영화제작자 스티븐 스필버그는 아일랜드 싱어송라이터 보노로부터 평생 공로를 인정받아 명예 황금곰상을 받았다. 이 행사를 위해 스필버그의 영화가 오마주 섹션에서 상영되었다. 지난 2월 25일 하드넷 테스파이(Hadnet Tesfai) 주최로 열린 시상식에서는 프랑스 영화감독 니콜라 필리베르 감독의 파리 정신장애인 어린이집을 다룬 다큐멘터리 영화 '파리 아다망에서 만난 사람들(On the Adamant)'이 황금곰상을 수상했다. 은곰상 심사위원상은 독일 영화제작자 크리스티안 페촐트의 어파이어에 수여했다. 시상식의 하이라이트는 2만 종의 벌에서 8세 루시아 역을 맡은 소피아 오테로가 최우수 주연상 은곰상을 받은 것이었다. 9세의 오테로는 베를린영화제 역사상 최연소 수상자가 되었다.
이 영화제는 총 티켓 판매량이 320,000장에 달하며 2월 26일에 종료되었으며, 2,800명의 미디어 담당자를 포함하여 132개국에서 약 20,000명의 공인 전문가가 영화제에 참석했다.

## 수상 및 후보

### 경쟁부문
- 2만 종의 벌 - 에스티발리스 우레솔라 솔라구렌
- 아트 컬리지 1994 - 리우 지앤
- 더 섀도우리스 타워 - 장률
- 틸 디 엔드 오브 더 나이트 - 크리스토프 호흐호이슬러
- 블랙베리 - 매트 존슨
- 디스코 보이 - 지아코모 압루제세
- 더 플라우 - 필립 가렐
- 잉게보리 바흐만 - 저니 인투 더 데저트 - 마가레테 폰 트로타
- 썸데이 위윌 텔 이치 아더 에브리띵 - 에밀리 아테프
- 림보 - 아이반 센
- 배드 리빙 - 조아오 카니조
- 매노드롬 - 존 트렌고브
- 뮤직 - 앙겔라 샤넬렉
- 패스트 라이브즈 - 셀린 송
- 어파이어 - 크리스티안 페촐트
- 온 디 애더먼트 - 니콜라 필리베르
- 더 서바이벌 오브 카인드니스 - 롤프 드 히어
- 스즈메의 문단속 - 신카이 마코토
- 토템 - 릴라 아빌레스

### 단편 경쟁부문
- 8 - 아나이스토헤 코마레
- 백 - 야잔 라비
- 레스 체닐스 - 미셸 케서바니 외 1명
- 에바 - 모르텐 치나코프 외 1명
- 프롬 피쉬 투 문 - 케빈 콘텐토
- 해피 둠 - 빌리 로이즈
- 데이드리밍 쏘 비비들리 어바웃 아워 스패니시 홀리데이 - 크리스티안 아빌레스
- 질, 언크레디티드 - 앤서니 잉
- 어 카인드 오브 테스터먼트 - 스테판 뷔유민
- 더 베즈 - 라파엘라 카멜로 외 1명
- 어 우먼 인 마쿠에니 - 다리아 비볼바 외 1명
- 아워스 - 모건 프룬드
- 도터 앤 선 - 청 우
- 테라 매터 - 마더 랜드 - 칸타라마 가히기리
- 더 베일드 시티 - 나탈리 쿠비데스-브래디
- 더 웨이팅 - 폴케 쉬레히트
- 올 투모로우스 파티스 - 장 다레이

### 단편 비경쟁부문
- 잇츠 어 데이트 - 나디아 파르판
- 딥 인 블랙 - 매튜 쏜 외 1명
- 슬립리스 나이츠 - 도나티엔 베르테로
- 크러쉬 - 엘라 로카
- 인크로시 - 프란체스카 데 푸스코
- 투 라이트 프롬 메모리 - 에모리 차오 존슨

### 독일영화전망
- 아라랏 - 엔긴 쿤다그
- 엘라하 - 밀레나 아보얀
- 온 마더스 앤 도터스 - 탄자 에겐
- 제이콥의 거짓말 - 프랑크 바이어
- 캐쉬 캐쉬 - 위드아웃 페더스 위 캔트 리브 - 레아 나자르
- 본스 앤 네임스 - 파비안 스툼
- 더 키드네핑 오브 더 브라이드 - 소피아 모코레아
- 애쉬 웬즈데이 - 바바라 산토스 외 1명
- 롱 롱 키스 - 루카스 로더
- 뉴클리어 노마즈 - 킬리안 아르만도 프리드리히 외 1명
- 도라: 욕망에 눈뜨다 - 스티나 베렌펠스
- 홀로그램 포 더 킹 - 톰 티크베어
- 테헤란 타부 - 알리 수잔데
- 레퀴엠 - 한스 크리스티안 쉬미트
- 세븐 윈터 인 테헤란 - 스테피 니더졸
- 론리 왁스 - 파비아나 프라갈레 외 2명

### 엔카운터스
- 더 클레즈머 프로젝트 - 레안드로 코흐 외 1명
- 디 어덜트 - 더스틴 가이 디파
- 디 에코 - 타티아나 후에조
- 히어 - 바스 데보스
- 인 더 블라인드 스팟 - 아이세 폴랏
- 더 케이지 이즈 룩킹 포 어 버드 - 말리카 무사에바
- 마이 워스트 에너미 - 메흐란 타마돈
- 화이트 플라스틱 스카이 - 티보 바노키 외 1명
- 물안에서 - 홍상수
- 패밀리 타임 - 티아 코우보
- 더 월스 오브 버가모 - 스테파노 사보나
- 올란도, 마이 폴리티컬 바이오그래피 - 폴 B. 프레시아도
- 삼사라 - 로이스 파티노
- 이스턴 프론트 - 비탈리 만스키 외 1명
- 리빙 배드 - 조아오 카니조
- 앱샌스 - 랑 우

### 포럼부문
- 알랜워스 - 제임스 베닝
- 앤콰 - 헬린 셀릭
- 어바웃 서티 - 마르틴 샨리
- 아우펜탈트셀라우브니스 - 안토니오 스카르메타
- 비잉 인 어 플레이스 - 어 폴트레이트 오브 마가렛 타이트 - 루크 포울러
- 더 브라이드 - 미리암 U. 비라라
- 시데 라바트 - 수사나 노브레
- 콘크리트 밸리 - 앙트완 부르헤스
- 디어레스트 피오나 - 피오나 탄
- 드 펙토 - 셀마 도보락
- 더 인트루션 - 플로라 디아즈 외 1명
- 더 템플 우드 갱 - 라바 아뫼르-자이메쉬
- 리빙 앤 스테잉 - 폴커 쾹
- 인 허브스트 임 랜드첸 바발드 - 고탐 보라
- 홀스 오페라 - 모이라 데이비
- 아이 헐드 잇 스루 더 그레이프바인 - 딕 폰테인
- 비트윈 레볼루션 - 블라드 페트리
- 데어 이즈 어 스톤 - 타츠나리 오타
- 웨어 갓 이즈 낫 - 메흐란 타마돈
- 더 트라이얼 - 울리스 데 라 오르덴
- 더 배틀 오브 더 세크레이드 트리 - 완지루 킨얀쥐이
- 블랙 헤드 - 코한 유르트세버
- 콜스 프롬 모스코 - 루이스 알레한드로 예로
- 어 러버 & 킬러 오브 컬러 - 완지루 킨얀쥐이
- 마마리아 - 세바스티안 미하일레스쿠
- 아이, 유어 마더 - 사피 파이
- 메인 바터, 더 가스타베이터 - 육셀 야부즈
- 아워 바디 - 클레르 시몽
- 아더 댄 댓, 아임 파인 - 에렌 악수
- 어 골든 라이프 - 부바카르 상가레
- 오더 - 소흐랍 샤히드 살레스
- 오요요 - 체트나 보라
- 노트 프롬 이레머신 - 비에라 차카뇨바
- 더 데빌 퀸 - 안토니오 카를로스 다 폰토우라
- 더 페이스 오브 더 젤리피쉬 - 멜리사 리에벤달
- 리멤버링 에브리 나이트 - 기요하라 유이
- 디스 이즈 디 엔드 - 벵상 디유트르
- 폼스 오브 폴케팅 - 버락 세빅
- 리가드리스 오브 어스 - 유형준
- 인 우크라이나 - 피오트르 폴루스 외 1명

### 포럼 익스팬디드
- 더 트리 - 아나 베즈
- 에이아이: 아프리칸 인텔리전스 - 만티아 디아와라
- 블랙 스트레인저스 - 댄 거스리
- 컨스피라시 - 시몬 리 외 1명
- 댄싱 보이 - 텐진 푼트소그
- 데저트 드리밍 - 압둘 할릭 아제스
- 더 얼리 레인스 위치 와시 어웨이 더 채프 비포 더 스프링 레인스 - 헤이코탄데카 누큐브
- 어프레이드 더즌트 익시스트 - 안나 젯
- 엑시비션 - 마리 헬레나 클라크
- 홈 인베이전 - 그레이엄 아르필드
- 이프 유 돈트 와치 더 웨이 유 무브 - 케빈 제롬 에버슨
- 라스트 띵스 - 데보라 스트라트맨
- 망고스틴 - 툴라프 샌자로앤
- 더 맨 후 엔비드 우먼 - 이본느 라이너
- 노 스트레인저 앳 올 - 프리야 센
- 온 디스 숄, 히어. - 야스미나 메트웰리
- 파더 마더 - 텐진 푼트소그
- 리볼버 - 크리스탈 Z 캠벨
- 신스 오브 익스트렉션 - 사나즈 소흐라비
- 시미아: 스트래터젬 포 언데스터닝 - 아셈 헨다위
- 썸머 그래스 - 텐진 푼트소그
- 타투파룩 (프로토타입) - 라크쿨룩 윌리엄슨 배스토리
- 댓 데이, 온 더 리버 - 레이 레이
- 더 타임 댓 세퍼레이츠 어스 - 파라스투 아누샤 푸어
- 타임 터널: 타카히코 리무라 앳 키노 아스날, 19. 에이프릴 1973 - 이무라 다카히코
- 트립 애프터 - 우크릿 사-응우안하이
- 어 베리 롱 지아이에프 - 에두아르도 윌리엄스
- 인-비트윈 월드 - 카나 빌리르-마이어
- 아찰라 - 텐진 푼트소그
- 바로잉 어 패밀리 앨범 - 타머 엘 사이드
- 컴레이드 리더, 컴레이드 리더, 하우 나이스 투 씨 유 - 왈리드 라드
- 드림스 - 텐진 푼트소그

### 파노라마
- 애프터 - 안소니 라피아
- 올 더 컬러스 오브 더 월드 얼 비트윈 블랙 앤 화이트 - 바바툰데 아팔로우
- 더 버던드 - 아므르 가말
- 앤, 토워즈 해피 앨리스 - 스리모이 싱
- 더 세메터리 오브 시네마 - 티에르노 솔리만 디알로
- 더 비스트 인 더 정글 - 패트릭 쉬하
- 더 캐슬 - 마르틴 벤치몰
- 드리프터 - 한네스 허쉬
- 더 이터널 메모리 - 마이테 알베르디
- 펨 - 샘 H. 프리먼 외 1명
- 앰부시 - 샤트라팔 니나웨
- 녹야 - 한슈아이
- 헬로 다크니스 - 소다 절크
- 히어로익 - 데이빗 조나나
- 인사이드 - 바실리스 카츠피스
- 아이언 버터플라이스 - 로만 리우비
- 조안 바에즈 아이 엠 어 노이즈 - 카렌 오코너 외 2명
- 코코모 시티 - D. 스미스
- 더 티처스 라운지 - 일커 카탁
- 매트리아 - 알바로 가고 디아즈
- 오포넌트 - 밀라드 알라미
- 패시지스 - 아이라 잭스
- 펄페트레이터 - 제니퍼 리더
- 프로퍼티 - 다니엘 반데이라
- 리얼리티 - 티나 새터
- 미드와이브즈 - 레아 페흐너
- 실버 헤이즈 - 사샤 폴락
- 시라 - 아폴린 트라오레
- 더 사이렌 - 세피데 파르시
- 시시 & 아이 - 프라우케 핀스터발더
- 스탬스 - 베른하르트 브라운슈타인
- 더 콰이어트 미그레이션 - 말레나 최
- 트랜스파리아나 - 요리스 라차이세
- 두 유 러브 미? - 토니아 노야브로바
- 언더 더 스카이 오브 다마스쿠스 - 헤바 칼레드 외 2명

### 오마쥬
- 스파이 브릿지 - 스티븐 스필버그
- 결투 - 스티븐 스필버그
- E.T. - 스티븐 스필버그
- 더 파벨만스 - 스티븐 스필버그
- 죠스 - 스티븐 스필버그
- 뮌헨 - 스티븐 스필버그
- 레이더스 - 스티븐 스필버그
- 쉰들러 리스트 - 스티븐 스필버그

### 레트로스펙티브
- 우리의 사랑 - 모리스 피알라
- 불굴의 인간 - 사티야지트 레이
- 사운드 앤 퓨리 - 장-클로드 브리소
- 벌집의 정령 - 빅토르 에리세
- 페리스의 해방 - 존 휴즈
- 더 뷰티 - 아루나스 제브리우나스
- 사랑의 블랙홀 - 해롤드 래미스
- 하늘은 스스로 돕는자를 돕는다 - 베르너 헤어조크
- 웨어 이즈 더 프렌즈 하우스? - 압바스 키아로스타미
- 배그 오브 라이스 - 모하마드-알리 탈레비
- 마지막 영화관 - 피터 보그다노비치
- 어린 도망자 - 레이 애슐리 외 2명
- 네온 불빛 속의 마닐라 - 리노 브로카
- 뮤리엘의 웨딩 - 피 제이 호건
- 낫 어 프리티 픽쳐 - 마샤 쿨리지
- 나우 앤 덴 - 레슬리 링카 글래터
- 혁명전야 - 베르나르도 베르톨루치
- 이유없는 반항 - 니콜라스 레이
- 사탕수수 길 - 유잔 팔시
- 럼블 피쉬 - 프란시스 포드 코폴라
- 방랑자 - 아녜스 바르다
- 데이지즈 - 베라 치틸로바
- 청춘 잔혹 이야기 - 오시마 나기사
- 초원의 빛 - 엘리아 카잔
- 태풍 클럽 - 소마이 신지
- 투키 부키 - 지브럴 좁 맘베티
- 세 가지 색 : 블루 - 크쥐시토프 키에슬로프스키
- 처녀 자살 소동 - 소피아 코폴라

### 베를리날레 탤런트
- 펄페트레이터 - 제니퍼 리더

### 베를리날레 클래식
- 초대받지 않은 손님 - 스탠리 크레이머
- 마판츌라 - 올리버 슈미츠
- 네이키드 런치 - 데이비드 크로넨버그
- 로미오 앤 줄리엣 인 더 빌리지 - 발레리엔 슈미들리 외 1명
- 좋은 꿈 - 난니 모레티
- 트와일라잇 - 기오르기 페르
- 파리의 여인 - 찰리 채플린
- 밤의 강 - 요시무라 코사부로

### 베를리날레 스페셜
- 100 Years of Disney Animation – a Shorts Celebration - Walt Disney 외 9명
- 붐! 붐! 더 월드 vs. 보리스 베커 - 알렉스 기브니
- 골다 - 기 나티브
- 인피니티 풀 - 브랜든 크로넨버그
- 아뉴스 데이 - 안느 퐁텐
- 길복순 - 변성현
- 키스 더 퓨처 - 네나드 치친-사인
- 마씨모 트로이시: 썸바디 다운 데어 라이크 미 - 마리오 마르토네
- 로리어츠 그레이트 카툰 레뷰 - 피터 가이어
- 러브 투 러브 유, 도나 썸머 - 로저 로스 윌리엄스 외 1명
- 라스트 나이트 오브 아모어 - 안드레아 디 스테파노
- #맨홀 - 구마키리 가즈요시
- 매드 페이트 - 정 바오루이
- 세네카 - 온 더 크리에이션 오브 얼스퀵스 - 로베르트 슈벤트케
- 쉬 케임 투 미 - 레베카 밀러
- 썬 앤 콘크리트 - 다비드 브넨트
- 슈퍼파워 - 숀 펜 외 1명
- 톡 투 미 - 대니 필리포우 외 1명
- 타르 - 토드 필드
- 더 베르메신 멘슈 - 라스 크라우메

### 베를리날레 시리즈
- Agent - 니콜라이 리 코스
- The Architect - 카렌 루메르-클래벌스
- Bad Behaviour - 코리 첸
- Dahaad - 리마 카그티 외 2명
- The Good Mothers - 줄리언 재롤드 외 1명
- The Swarm - 바바라 에더 외 2명
- Spy/Master - 크리스토퍼 스미스
- Why Try to Change Me Now - 장 다레이 외 2명

### 베를리날레 고즈 키에즈
- 롱잉 포 더 월드 - 제나 하쎄
- The Architect - 카렌 루메르-클래벌스
- 더 베일드 시티 - 나탈리 쿠비데스-브래디
- 테라 매터 - 마더 랜드 - 칸타라마 가히기리
- 레스 체닐스 - 미셸 케서바니 외 1명
- 데이드리밍 쏘 비비들리 어바웃 아워 스패니시 홀리데이 - 크리스티안 아빌레스
- 해피 둠 - 빌리 로이즈
- 더 캐슬 - 마르틴 벤치몰
- 디스코 보이 - 지아코모 압루제세
- 디 에코 - 타티아나 후에조
- 썸데이 위윌 텔 이치 아더 에브리띵 - 에밀리 아테프
- 조안 바에즈 아이 엠 어 노이즈 - 카렌 오코너 외 2명
- 더 티처스 라운지 - 일커 카탁
- 마판츌라 - 올리버 슈미츠
- 어파이어 - 크리스티안 펫졸드
- 세븐 윈터 인 테헤란 - 스테피 니더졸
- 실버 헤이즈 - 사샤 폴락
- 더 서바이벌 오브 카인드니스 - 롤프 드 히어
- 론리 왁스 - 파비아나 프라갈레 외 2명
- 인 우크라이나 - 피오트르 폴루스 외 1명

### 제너레이션
- 웬 어 로켓 시츠 온 더 런치 패드 - 보하오 류
- 캐칭 버드 - 레아 마리 렘브케 외 1명
- 투 라이트 프롬 메모리 - 에모리 차오 존슨
- 메이든 - 말린 잉그리드 요한슨
- 히토 - 스티븐 로페즈
- 마이 마더 앤 아이 - 엠마 브란더호스트
- 크러쉬 - 엘라 로카
- 시모 - 아지즈 조롬바
- 나우.히어 - 하오자오
- 비포 마드리드 - 일렌 주암벨트 외 1명
- 인팬트리 - 라이스 산토스 아라우호
- 프롬 더 코너 오브 마이 아이즈 - 도몬코스 에르하르트
- 미러 미러 - 산둘렐라 아산다
- 인크로시 - 프란체스카 데 푸스코
- 앤드 미, 아이엠 댄싱 투 - 모하마드 발리자데간
- 아돌포 - 소피아 아우자
- 알마무라 - 후안 세바스티안 토랄레스
- 판타스틱 머신 - 악셀 다니엘슨 외 1명
- 오토바이오-팜플렛 - 아시시 아비나시 벤데
- 배그 오브 라이스 - 모하마드-알리 탈레비
- 더 뷰티 - 아루나스 제브리우나스
- 신데렐라 - 윌프레드 잭슨 외 2명
- 더 웨이팅 - 폴케 쉬레히트
- 8 - 아나이스토헤 코마레
- 아워스 - 모건 프룬드
- 테라 매터 - 마더 랜드 - 칸타라마 가히기리
- 댄싱 퀸 - 오로라 고세
- 딥 씨 - 텐 샤오펑
- 딜리게이션 - 아사프 사반
- 드림스 게이트 - 네긴 아마디
- 아아아아! - 오스만 세르폰
- 더스크 - 아와 목타르 구예
- 나니틱 - 캐롤 응우옌
- 어 그레이하운드 오브 어 걸 - 엔조 달로
- 허밍버드 - 실비아 델 카르멘 카스타노스 외 1명
- 아이 워크 업 위드 어 드림 - 파블로 솔라즈
- 저스트 슈퍼 - 라스무스 A. 실버르센
- 키도 - 자라 윙거
- 폰드 - 레나 본 도렌 외 1명
- 클로징 다이네스티 - 로이드 리 최
- 투 비 시스터스 - 앤 소피 구셋 외 1명
- 스핀 & 엘라 - 안 브롬바우트
- 솜니 - 소냐 로레더
- 조지-피터랜드 - 크리스터 월버그
- 마그마 - 루카 메이스터스
- 데데 이즈 데드 - 필리프 카스트너
- 샤오후이 앤 히즈 카우스 - 신잉라오
- 오브 드림스 인 더 드림 오브 어나더 미러 - 윤이주
- 더 시프트 - 아말리 마리아 닐센
- 웨이킹 업 인 사일런스 - 밀라 줄루크텐코 외 1명
- 가비스 힐스 - 조 펠챗
- 롱잉 포 더 월드 - 제나 하쎄
- 더 로스트 보이즈 - 제노 그래톤
- 무트 - 부크 렁굴로프-클로츠
- 더 프로퍼티스 오브 메탈 - 안토니오 비기니
- 라모나 - 빅토리아 리나레스 빌레가스
- 씨 스파클 - 도미엔 휘그헤
- 쉬 - 히어로 - 미라 포르나이
- 시카 - 카를라 수비라나
- 더 사이렌 - 세피데 파르시
- 2만 종의 벌 - 에스티발리스 우레솔라 솔라구렌
- 사탕수수 길 - 유잔 팔시
- 스윗 애즈 - 저브 클레르크
- 투모로우 이즈 어 롱 타임 - 조우즈웨이
- 처녀 자살 소동 - 소피아 코폴라
- 위 윌 낫 페이드 어웨이 - 알리사 코바렌코
- 웬 윌 잇 비 어게인 라이크 잇 네버 워즈 비포 - 소냐 헤이스